# مینیم
مینیم که با علامت ♏ نشان داده می شود، یکای اندازه‌گیری حجم است. این مقدار معادل ۱/۴۸۰ اونس سیال است.